# Dubray Books
 (mai 2025).
Motif : aucune source secondaire depuis sa création en 2015.... la page n'existe même pas en langue anglaise.
- Archive Wikiwix
- Bing
- Cairn
- DuckDuckGo
- E. Universalis
- Gallica
- Google
- G. Books
- G. News
- G. Scholar
- Persée
- Qwant
- (zh) Baidu
- (ru) Yandex
- (wd) trouver des œuvres sur Wikidata

| 1. | Préciser le motif de la pose du bandeau. | Précisez le motif de la pose du bandeau en utilisant la syntaxe suivante : {{admissibilité à vérifier\|date=mai 2025\|motif=remplacez ce texte par le motif}}                     |
| 2. | Informer les utilisateurs concernés.     | Pensez à avertir le créateur de l'article, par exemple, en insérant le code ci-dessous sur sa page de discussion : {{subst:avertissement admissibilité à vérifier\|Dubray Books}} |

Dubray Books est une chaîne de librairies irlandaise. Développée à partir d'un premier point de vente ouvert à Bray par Helen Clear, cette entreprise familiale compte désormais huit magasins, le principal sur Grafton Street à Dublin.

## Histoire
La première librairie du groupe ouvre à Bray, dans le comté de Wicklow. Située sur Quinsboro Road, elle est vendue par sa fondatrice Helen Clear à sa belle-fille et son beau-fils Gemma et Kevin Barry en 1988. Les nouveaux propriétaires déménagent le commerce sur Main Street.
En 1990, l'entreprise ouvre The Dublin Bookshop dans la principale artère commerciale de Dublin, Grafton Street. Quatre ans plus tard, en 1994, deux nouvelles librairies ouvrent à Rathmines et Kilkenny, tandis que le groupe prend le nom de Dubray Books.
Un cinquième point de vente, anciennement Paperback Center, est ouvert en 1997 à Stillorgan. L'année suivante, le sixième se trouve à Galway, sur Shop Street.
En 2002, le point de vente dublinois déménage vers une nouvelle adresse plus spacieuse, toujours sur Grafton Street, désormais au numéro 36. Il compte maintenant trois étages.
L'année suivante, en 2003, Dubray Books rachète les deux Bookstop des centres commerciaux de Blackrock et Dún Laoghaire, portant à huit le nombre de librairies du groupe, qui demeure dans la famille de sa créatrice.